# Haifa Underdogs 2016-2017
Questa voce raccoglie le informazioni riguardanti gli Haifa Underdogs nelle competizioni ufficiali della stagione 2016-2017.

## Israel Football League 2016-2017

### Stagione regolare
| Tel Aviv 9 dicembre 2016, ore 10:30 | Tel Aviv Pioneers | 34 – 12 (12-0 6-12 8-0 8-0) referto | Haifa Underdogs | Università di Tel Aviv (38 spett.) |

| Ramat HaSharon 29 dicembre 2016, ore 20:00 | Ramat HaSharon Hammers | 25 – 14 (8-8 3-0 7-6 7-0) referto | Haifa Underdogs | Dudu Dotan (42 spett.) |

| Mazkeret Batya 14 gennaio 2017, ore 21:00 | Mazkeret Batya Silverbacks | 7 – 20 (0-8 0-6 0-6 7-0) referto | Haifa Underdogs | (13 spett.) |

| Zikhron Ya'aqov 20 gennaio 2017, ore 10:00 | Haifa Underdogs | 9 – 40 (0-18 3-0 0-14 6-8) referto | Jerusalem Lions | Meir Shfeya (46 spett.) |

| 27 gennaio 2017, ore 10:00 | Haifa Underdogs | 0 – 0 (a tavolino) | Beersheva Black Swarm |  |

| Ma'ale Adummim 9 febbraio 2017, ore 21:00 | Judean Rebels | 20 – 27 (14-7 0-6 0-0 6-14) referto | Haifa Underdogs | Toto Stadium (27 spett.) |

| Ma'ale Adummim 16 febbraio 2017, ore 21:00 | Jerusalem Lions | 40 – 14 (6-0 22-14 6-0 6-0) referto | Haifa Underdogs | Toto Stadium (16 spett.) |

| Zikhron Ya'aqov 25 febbraio 2017, ore 21:15 | Haifa Underdogs | 14 – 55 (0-20 7-20 7-7 0-8) referto | Petah Tikva Troopers | Meir Shfeya (22 spett.) |

| Zikhron Ya'aqov 2 marzo 2017, ore 21:15 | Haifa Underdogs | 16 – 52 (0-18 10-22 0-0 6-12) referto | Judean Rebels | Meir Shfeya (17 spett.) |

| Kiryat Yam 10 marzo 2017, ore 10:00 | Haifa Underdogs | 26 – 40 | Tel Aviv Pioneers | Avraham Garden |

### Statistiche di squadra
| Competizione | %Vittorie | In casa | In casa | In casa | In casa | In casa | In casa | In trasferta | In trasferta | In trasferta | In trasferta | In trasferta | In trasferta | Totale | Totale | Totale | Totale | Totale | Totale |
| Competizione | %Vittorie | G       | V       | N       | P       | Pf      | Ps      | G            | V            | N            | P            | Pf           | Ps           | G      | V      | N      | P      | Pf     | Ps     |
| ------------ | --------- | ------- | ------- | ------- | ------- | ------- | ------- | ------------ | ------------ | ------------ | ------------ | ------------ | ------------ | ------ | ------ | ------ | ------ | ------ | ------ |
| Campionato   | .250      | 5       | 0       | 1       | 4       | 65      | 187     | 5            | 2            | 0            | 3            | 87           | 126          | 10     | 2      | 1      | 7      | 152    | 313    |
| Totale       | .250      | 5       | 0       | 1       | 4       | 65      | 187     | 5            | 2            | 0            | 3            | 87           | 126          | 10     | 2      | 1      | 7      | 152    | 313    |